# Troitsk, tỉnh Chelyabinsk
Troitsk (tiếng Nga: Троицк) là một thành phố Nga, cự ly 175 kilômét (109 mi) về phía đông dãy núi Ural và khoảng 110 kilômét (68 mi) về phía nam Chelyabinsk. Thành phố nằm bên sông Uy, một nhánh của sông Tobol. Thành phố này thuộc chủ thể Chelyabinsk Oblast. Thành phố có dân số 83.862 người (theo điều tra dân số năm 2002). Đây là thành phố lớn thứ 195 của Nga theo dân số năm 2002. Dân số năm 2010 78,637 (Điều tra dân số 2010);
Khu vực định cư được thành lập năm 1743 bởi Ivan Neplyuyev như là một phần của tuyến pháo đài Orenburg trong chiến tranh Bashkir của 1735-1740. Troitsk đóng vai trò quan trọng trong cuộc nổi loạn của Pugachev, người đã chỉ huy quân bao vây và chiếm được thị trấn năm 1774.
Troitsk phục vụ như là một ngã ba đường sắt và cung cấp một trung tâm kinh doanh cho khu vực khai khoáng phía nam dãy núi Ural. Biên giới Nga-Kazakhstan là nằm ngay phía nam của Troitsk. Troitsk là ở phía nam của khu vực Chelyabinsk, 130 km từ thành phố Chelyabinsk, trên biên giới với Cộng hòa Kazakhstan.
Thành phố này có sông Uy và Uvelka nhập vào nhau trong ranh giới thành phố, tạo thành một lưu vực nước mà là một hồ chứa công nghệ lớn nhất tại Urals phía Nam nhà máy điện Troitsk.
Khí hậu ở Troitsk là lục địa. Nhiệt độ xuống đến âm 30 độ C vào mùa đông, và có thể tăng lên cộng với 30 độ vào mùa hè.

## Địa lý

### Khí hậu
| Dữ liệu khí hậu của Troitsk             | Dữ liệu khí hậu của Troitsk | Dữ liệu khí hậu của Troitsk | Dữ liệu khí hậu của Troitsk | Dữ liệu khí hậu của Troitsk | Dữ liệu khí hậu của Troitsk | Dữ liệu khí hậu của Troitsk | Dữ liệu khí hậu của Troitsk | Dữ liệu khí hậu của Troitsk | Dữ liệu khí hậu của Troitsk | Dữ liệu khí hậu của Troitsk | Dữ liệu khí hậu của Troitsk | Dữ liệu khí hậu của Troitsk | Dữ liệu khí hậu của Troitsk |
| Tháng                                   | 1                           | 2                           | 3                           | 4                           | 5                           | 6                           | 7                           | 8                           | 9                           | 10                          | 11                          | 12                          | Năm                         |
| --------------------------------------- | --------------------------- | --------------------------- | --------------------------- | --------------------------- | --------------------------- | --------------------------- | --------------------------- | --------------------------- | --------------------------- | --------------------------- | --------------------------- | --------------------------- | --------------------------- |
| Cao kỉ lục °C (°F)                      | 2.9 (37.2)                  | 5.0 (41.0)                  | 16.0 (60.8)                 | 30.3 (86.5)                 | 34.3 (93.7)                 | 38.2 (100.8)                | 40.1 (104.2)                | 39.3 (102.7)                | 36.6 (97.9)                 | 25.6 (78.1)                 | 15.1 (59.2)                 | 7.9 (46.2)                  | 40.1 (104.2)                |
| Trung bình ngày tối đa °C (°F)          | −10.3 (13.5)                | −8.4 (16.9)                 | −1.2 (29.8)                 | 11.6 (52.9)                 | 20.1 (68.2)                 | 25.6 (78.1)                 | 26.2 (79.2)                 | 23.9 (75.0)                 | 17.9 (64.2)                 | 9.3 (48.7)                  | −1.4 (29.5)                 | −7.9 (17.8)                 | 8.8 (47.8)                  |
| Trung bình ngày °C (°F)                 | −14.8 (5.4)                 | −13.7 (7.3)                 | −6.5 (20.3)                 | 5.9 (42.6)                  | 13.5 (56.3)                 | 19.1 (66.4)                 | 20.3 (68.5)                 | 18.1 (64.6)                 | 12.2 (54.0)                 | 4.6 (40.3)                  | −5.5 (22.1)                 | −12.3 (9.9)                 | 3.4 (38.1)                  |
| Tối thiểu trung bình ngày °C (°F)       | −19.2 (−2.6)                | −18.9 (−2.0)                | −11.7 (10.9)                | 0.1 (32.2)                  | 6.8 (44.2)                  | 12.6 (54.7)                 | 14.4 (57.9)                 | 12.2 (54.0)                 | 6.4 (43.5)                  | −0.1 (31.8)                 | −9.5 (14.9)                 | −16.6 (2.1)                 | −2.0 (28.4)                 |
| Thấp kỉ lục °C (°F)                     | −40.0 (−40.0)               | −41.3 (−42.3)               | −32.8 (−27.0)               | −17.6 (0.3)                 | −8.2 (17.2)                 | −1.6 (29.1)                 | 4.3 (39.7)                  | 1.4 (34.5)                  | −7.1 (19.2)                 | −16.9 (1.6)                 | −37.4 (−35.3)               | −39.7 (−39.5)               | −41.3 (−42.3)               |
| Lượng Giáng thủy trung bình mm (inches) | 19.1 (0.75)                 | 16.8 (0.66)                 | 18.8 (0.74)                 | 23.8 (0.94)                 | 39.1 (1.54)                 | 44.6 (1.76)                 | 63.5 (2.50)                 | 51.9 (2.04)                 | 29.3 (1.15)                 | 31.0 (1.22)                 | 24.9 (0.98)                 | 22.9 (0.90)                 | 385.7 (15.19)               |
| Nguồn: Погода и климат Троицк           |                             |                             |                             |                             |                             |                             |                             |                             |                             |                             |                             |                             |                             |